# Fiodor Czajka
Fiodor Wasiljewicz Czajka (ros. Фёдор Васильевич Чайка, ukr. Федір Васильович Чайка, Fedir Wasylowycz Czajka, ur. 3 marca 1918 we wsi Czajkiwka w rejonie wołczańskim, zm. 13 października 1974 w Odessie) – radziecki generał major, Bohater Związku Radzieckiego (1945).

## Życiorys
Urodził się w ukraińskiej rodzinie chłopskiej. Skończył 8 klas, pracował jako buchalter, od 1938 służył w Armii Czerwonej, został młodszym dowódcą w 49 pułku piechoty 50 Dywizji Piechoty w Połocku. W 1941 ukończył szkołę wojskową w Suchumi, od lutego 1942 uczestniczył w wojnie z Niemcami, był pomocnikiem szefa i szefem sztabu pułku piechoty, dowódcą batalionu piechoty i dowódcą pułku piechoty, walczył kolejno na Froncie Południowo-Zachodnim, Stalingradzkim, Dońskim, Południowo-Zachodnim, 3 Ukraińskim i 1 Białoruskim. Był dwukrotnie ranny, od 1943 należał do WKP(b). Brał udział m.in. w bitwie pod Stalingradem, wyzwalaniu Pawłohradu i forsowaniu Dniepru, walkach o Nikopol, operacji bieriezniegowato-sniegiriowskiej, wyzwalaniu Odessy, operacji jassko-kiszyniowskiej, wyzwalaniu Kiszyniowa, operacji wiślańsko-odrzańskiej (w tym w walkach na przyczółku magnuszewskim, gdzie 15 stycznia 1945 został ranny w rękę), uchwyceniu przyczółka kostrzyńskiego i operacji berlińskiej jako dowódca 1042 pułku piechoty 295 Dywizji Piechoty 5 Armii Uderzeniowej 1 Frontu Białoruskiego w stopniu podpułkownika. W 1948 ukończył Akademię Wojskową im. Frunzego, a w 1956 wyższe kursy akademickie przy tej akademii, 1948-1956 dowodził pułkiem w Nadmorskim Okręgu Wojskowym, a 1956-1960 dywizją. W 1960 został zastępcą dowódcy 44 Korpusu Armijnego w Leningradzkim Okręgu Wojskowym, w 1967 zakończył służę w stopniu generała majora.

## Odznaczenia
- Złota Gwiazda Bohatera Związku Radzieckiego (31 maja 1945)
- Order Lenina (31 maja 1945)
- Order Czerwonego Sztandaru (trzykrotnie, 3 października 1943, 1 grudnia 1943 i 30 września 1944)
- Order Suworowa III klasy (5 kwietnia 1945)
- Order Aleksandra Newskiego (30 listopada 1943)
- Order Wojny Ojczyźnianej I klasy (4 stycznia 1943)
- Order Wojny Ojczyźnianej II klasy (22 lutego 1945)
- Order Czerwonej Gwiazdy (30 kwietnia 1954)
- Medal „Za obronę Stalingradu”
- Medal „Za zwycięstwo nad Niemcami w Wielkiej Wojnie Ojczyźnianej 1941–1945”
- Medal „Za wyzwolenie Warszawy”
- Medal „Za zdobycie Berlina”